# Proevippa eberlanzi
Proevippa eberlanzi är en spindelart som först beskrevs av Roewer 1959.  Proevippa eberlanzi ingår i släktet Proevippa och familjen vargspindlar.
Artens utbredningsområde är Namibia. Inga underarter finns listade i Catalogue of Life.